# Jeollanam-do
Jeollanam-do (Süd-Jeolla) ist eine Provinz im Südwesten von Südkorea. Im Norden grenzt sie an Jeollabuk-do, im Osten an Gyeongsangnam-do. Im Süden ist die Provinz begrenzt durch die Koreastraße, im Westen durch das Gelbe Meer. Jeollanam-do entstand 1896 durch die Teilung der früheren Provinz Jeolla-do. Der Verwaltungssitz wurde 2005 aus der von der Provinz unabhängigen Stadt Gwangju in den Landkreis Muan verlegt.

## Geographie

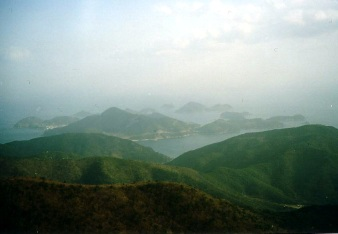
Südküste in Jeollanam-do

Beinahe 2000 Inseln befinden sich zerstreut entlang der Südküste in Jeollanam-do, etwa drei Viertel davon sind unbewohnt. Die Länge der Küste beträgt etwa 6400 Kilometer. Es herrscht ein mildes und feuchtes Klima mit einer jährlichen Niederschlagsmenge von etwa 1400 mm.
Jeollanam-do verfügt über drei Nationalparks sowie vier von der Provinz verwaltete Naturparks und zieht durch seine Küstenlage und das angenehme Klima viele Urlauber an.

## Wirtschaft
Der Fang von Austern und die Produktion von Algen in Jeollanam-do sind führend in Südkorea. Die Provinz ist nur zum Teil gebirgig. Die Ebenen der Flüsse Somjin, Yeongsan und Tamjin sind ideal für den Anbau von Getreide. Das feuchte Klima erlaubt den Anbau von Reis, Weizen, Gerste und Linsen, daneben sind Kartoffeln, Gemüse, Früchte wie Naju-Birnen und Baumwolle von Bedeutung.
Es wird etwas Gold und Kohle in Jeollanam-do abgebaut, die Industrie in der Provinz ist aber entwickelt. Bei Daebul an der Südwestspitze der Halbinsel entsteht ein neuer Industriekomplex, der von der Nähe zu China (Shanghai) und Taiwan profitieren soll.

## Verwaltungsgliederung
Jeollanam-do ist in 5 Städte und 17 Landkreise gegliedert.

### Städte
- Gwangyang-si (광양시, 光陽市)
- Mokpo-si (목포시, 木浦市)
- Naju-si (나주시, 羅州市)
- Suncheon-si (순천시, 順天市)
- Yeosu-si (여수시, 麗水市)

### Landkreise
- Boseong-gun (보성군, 寶城郡)
- Damyang-gun (담양군, 潭陽郡)
- Gangjin-gun (강진군, 康津郡)
- Goheung-gun (고흥군, 高興郡)
- Gokseong-gun (곡성군, 谷城郡)
- Gurye-gun (구례군, 求禮郡)
- Haenam-gun (해남군, 海南郡)
- Hampyeong-gun (함평군, 咸平郡)
- Hwasun-gun (화순군, 和順郡)
- Jangheung-gun (장흥군, 長城郡)
- Jangseong-gun (장성군, 長興郡)
- Jindo-gun (진도군, 珍島郡)
- Muan-gun (무안군, 務安郡)
- Sinan-gun (신안군, 新安郡)
- Wando-gun (완도군, 莞島郡)
- Yeongam-gun (영암군, 靈巖郡)
- Yeonggwang-gun (영광군, 靈光郡)